# Orthopyxis tincta
Orthopyxis tincta is een hydroïdpoliep uit de familie Campanulariidae. De poliep komt uit het geslacht Orthopyxis. Orthopyxis tincta werd in 1861 voor het eerst wetenschappelijk beschreven door Hincks. 